# Mumbai Mirror
Mumbai Mirror is een Engelstalige tabloid, die verschijnt in de Indiase stad Mumbai. Het is hier met een oplage van zo'n 700.000 exemplaren de belangrijkste krant. Het dagblad verscheen voor het eerst op 30 mei 2005, dit nadat Hindustan Times en Daily News and Analysis hadden aangekondigd actief te willen worden in de stad. Mumbai Mirror is eigendom van de Times Group, tevens uitgever van onder meer The Times of India. De krant heeft inmiddels ook enkele zusterpublicaties, in de steden Pune, Ahmedabad en Bangalore. De hoofdredacteur is Meenal Baghel (2015).